# Salvador Company Gimeno
Salvador Company Gimeno (València, 1 de febrer de 1970) és un escriptor i traductor valencià. És doctor en Filologia Hispànica. També ha exercit de professor universitari. Del 2005 al 2013 va ser membre de la junta directiva de l'Associació d'Escriptors en Llengua Catalana.

## Obra

### Narrativa breu
- (2001) El cel a trossos: gent de Benborser, Empúries.
- (2004) Lawn tennis, Moll.

### Novel·la
- (2002) Voleriana, Empúries (Premi Documenta)
- (2008) Silenci de plom, Edicions 62 (Premi Joanot Martorell de narrativa, Premi de la Crítica dels Escriptors Valencians)
- (2015) Sense fi, Angle (Premi Pin i Soler de Tarragona)[4]
- (2017) False Friends, Més llibres
- (2019) Fons de formes, Tresiquatre (Premi Andròmina)

## Premis[3]
- (1999) Certamen d'assaig breu de l'Associació per al Foment de la Cultura Catalana: Ausiàs March, un jo solar enamorat.
- (2001) Documenta: Voleriana.
- (2009) Premi Joanot Martorell de Narrativa: Silenci de plom.
- (2009) Premi de la Crítica dels Escriptors Valencians de narrativa: Silenci de plom.
- (2015) Premi Ciutat de Tarragona-Pin i Soler de novel·la: Sense fi.[4]
- (2018) Premi Andròmina de narrativa